# Tat'jana Aleksandrovna Ribaupierre
La contessa Tat'jana Aleksandrovna Ribaupierre (Lucca, 29 giugno 1829 – Nyon, 14 gennaio 1879) è stata una nobildonna russa.

## Biografia
Tat'jana era l'ultimogenita del conte Alexander Ribaupierre, famoso diplomatico russo di origine svizzera, e di sua moglie, Ekaterina Michajlovna Potëmkina. Venne battezzata con il nome da sua nonna, la principessa Tatiana Engelhardt. Nata e cresciuta all'estero, studiò in casa. Oltre al francese, che era la sua lingua madre, conosceva il tedesco, l'italiano, l'inglese e il russo. Nel 1839, i Ribaupierre tornarono a San Pietroburgo.

## Matrimonio
Tatiana, o Tata, come la chiamavano in famiglia, faceva spesso visita a sua nonna nel suo palazzo sulla Moika, dove si avvicinò a suo cugino Nikolaj. Nel corso degli anni, il loro affetto si trasformò in amore giovanile e, dal 1852, iniziò una corrispondenza costante tra i due. La stretta parentela era la ragione principale per cui non potevano sposarsi. Tali unioni erano vietate dalla Chiesa ortodossa. Anche la madre di Nikolaj si oppose, le sue azioni decisive portarono al fatto che dopo essersi laureato all'università Nikolaj fu inviato nel Caucaso, e poi a Riga. Ma né il tempo né la distanza hanno cambiato i sentimenti dei due giovani.
Subito dopo l'incoronazione di Alessandro II, il 19 settembre 1856, il conte Ribaupierre ricevette dal conte Vladimir Fëdorovič Adlerberg il permesso ufficiale per il matrimonio tra Tat'jana e Nikolaj. Il 26 settembre 1856, con sorpresa di tutti, nel villaggio di Buturlino, la coppia si sposò. L'imperatore Alessandro II, dopo il matrimonio, li invitò a Nizza, ma il Santo Sinodo aprì un caso di matrimonio illegale. 
La coppia ebbe tre figli:
- Zinaida (1861-1939), sposò il conte Feliks Feliksovič Sumarokov-Ėl'ston;
- Boris (3 luglio 1863-5 ottobre 1863);
- Tat'jana (14 febbraio 1866-27 giugno 1888).

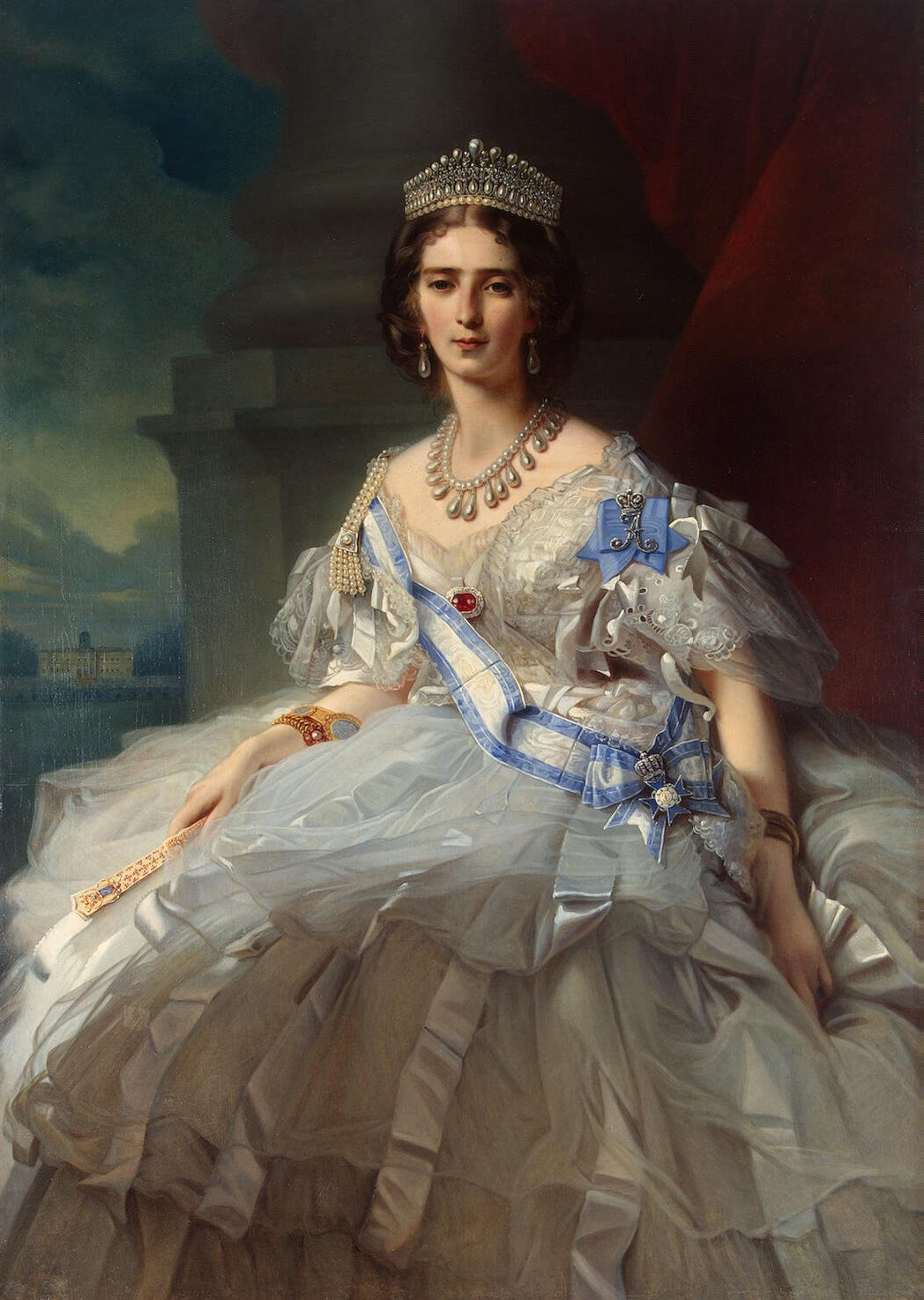
Ritratto della principessa Jusupova, di Franz Xaver Winterhalter.

La coppia trascorse i primi anni della loro vita matrimoniale a Monaco e a Parigi, dove presero in affitto la casa di Wittgenstein. Alla corte di Napoleone III, la principessa Jusupova ebbe successo. Nell'autunno del 1858, gli Jusupov tornarono a San Pietroburgo e la principessa si tuffò nella vita sociale della capitale: balli, ricevimenti, spettacoli a casa. Nella sua casa sulla Moika riceveva una volta alla settimana alla mattina e molte persone partecipavano alle sue cene. 
Ancora una volta, i coniugi si sono trovati di fronte alla questione della legalità del loro matrimonio. Tutti i loro tentativi di ottenere un certificato di matrimonio non ebbero successo. Il Santo Sinodo non fornì loro i documenti richiesti. Quindi, per risolvere la questione dell'eredità della fortuna degli Jusupov e per proteggersi dalle pretese dei principi Golitsyn, Nikolaj decise di trasferire tutti i suoi beni di famiglia alla moglie. Per cui nel 1862 ricevette l'autorizzazione dal Senato. Questo diede origine a molte voci nella società. Dissero che la principessa costrinse suo marito a intestarle tutti i suoi possedimenti e proprietà, che era completamente soggiogato da lei. Come ha osservato un contemporaneo, c'era ben poco in comune tra i coniugi: Nikolaj era un uomo degli estremi, era spesso duro e troppo formale, donava generosamente denaro agli altri e non spendeva nulla per sé, mentre Tat'jana era una donna risoluta e molto energica, insolitamente gentile, loquace e sensibile a qualsiasi osservazione ridicola. Avendo molto tempo libero ed era, giustamente, una delle donne istruite del suo tempo. 
Dopo la nascita del figlio Boris, morto di scarlattina nel 1863, la sua salute iniziò a deteriorarsi. Su insistenza dei medici, la coppia andò all'estero. Vissero prima a Pau, poi a Parigi e in seguito a Nizza. Successivamente acquistarono una villa sul lago Lemano, a 15 chilometri da Ginevra.

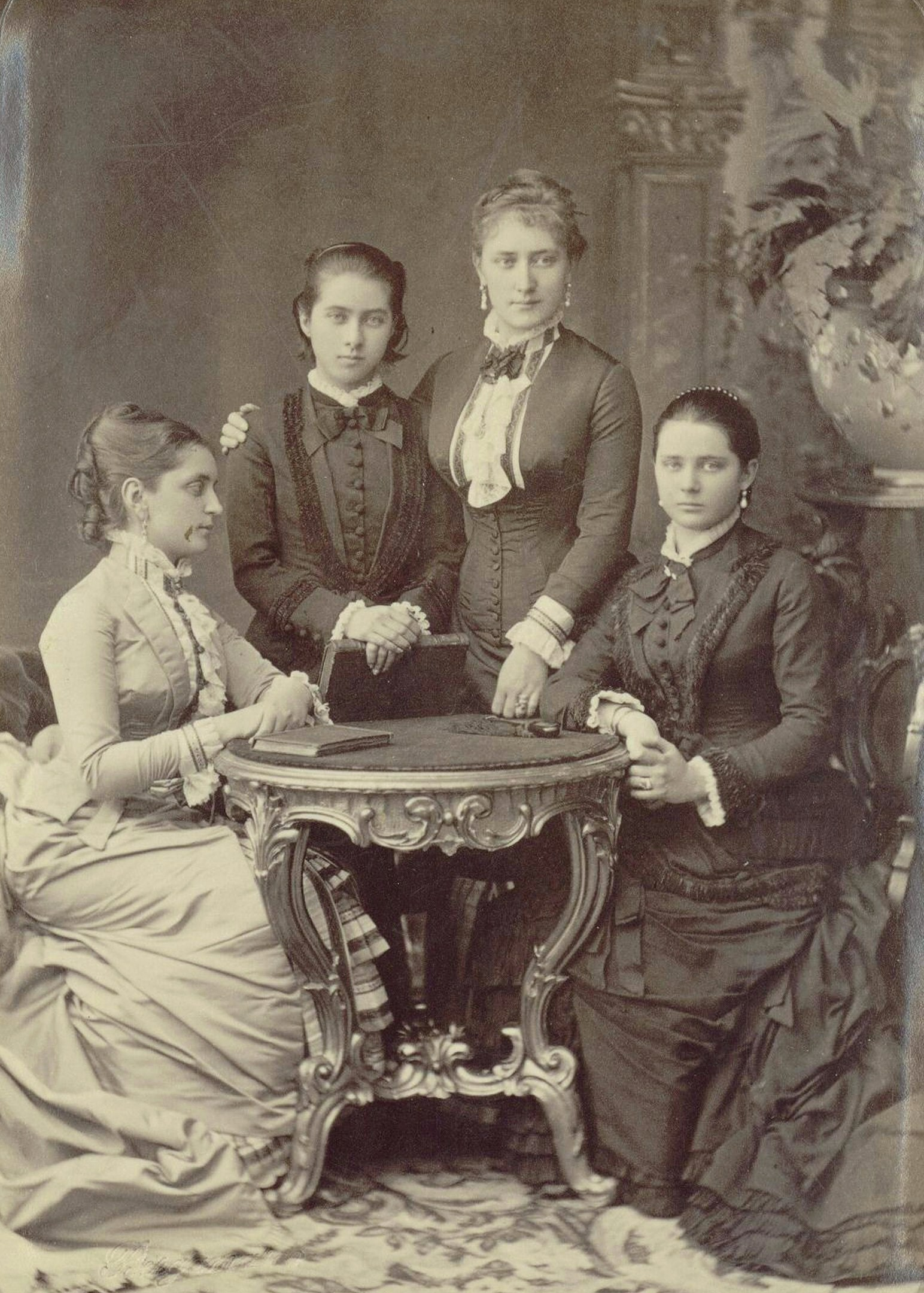
La principessa Jusupova con le sue figlie Tat'jana (in piedi) e Zinaida (seduta a destra).

## Morte
Tuttavia né un lungo soggiorno all'estero, né i migliori resort hanno potuto far fronte alla malattia della principessa. I medici fecero una diagnosi deludente: diabete mellito. La principessa trascorse l'estate del 1878 in cura a Karlsbad, ma a settembre peggiorò. Soffriva di debolezza alle gambe, catarro bronchiale ed era costretta a letto. Nel gennaio 1879, la principessa Yusupova morì nella sua Villa Tatiania. Le sue ceneri furono temporaneamente sepolte nel cimitero della città di Ginevra, dopo di che il principe Jusupov lo trasportò a San Pietroburgo nel cimitero di Nikolskoye dell'Alexander Nevsky Lavra.